# Партія єдності на захист прав людини
Партія єдності на захист прав людини (алб. Partia Bashkimi për të Drejtat e Njeriut, грец. Κόμμα Ένωσης Ανθρωπίνων Δικαιωμάτων) — ліберально-центристська політична партія Албанії.
Заснована в 1992 р. для захисту інтересів грецького населення країни. У 1997 р. брала участь у парламентських виборах у складі коаліції, яку очолила Соціалістична партія Албанії. У 2001 р. отримала 2.6% голосів і три місця в парламенті, в липні 2005 р. — лише два місця,в 2009 р. — одне. Лідер партії — Вангелі Дулє.